# 哈維 (路易斯安那州)
哈維（英語：Harvey）是位於美國路易斯安那州傑佛遜堂區的一個普查規定居民點。

## 人口
根據2020年美國人口普查的數據，哈維的面積為18.10平方千米，當中陸地面積為16.80平方千米，而水域面積為1.30平方千米。當地共有人口22236人，而人口密度為每平方千米1,228.51人。